# 桜川大龍
桜川 大龍（さくらがわ だいりゅう、本名：西沢寅吉、文化6年（1809年） - 明治23年（1890年3月29日）は江州音頭の宗家。

## 来歴
- 1809年（文化6年）、近江国河瀬村南河瀬（現・滋賀県彦根市南川瀬町）に生まれる。八日市（現・東近江市）で板前をしていたが、元来の歌好きが高じて1829年（文政12年）祭文語りの名人桜川雛山に師事。桜川歌寅と称して歌念仏・貝祭文・念仏踊りを祭文語りに取り入れた独自の節回しの音頭を考案し、祭文音頭と言われた。これが江州音頭の原形とされている。

## 江州音頭の発展
歌寅は師匠桜川雛山の許しを得て初代桜川大龍を名乗り江州音頭の家元となった。
当初は八日市で祭文音頭として踊られていたが、親交のあった奥村久左衛門（初代真鍮家好文）の協力で節回しや演目等を音曲へと大成。
明治初年に滋賀県犬上郡豊郷町下枝の千樹寺の本堂再建の際の落慶法要記念に興行として初の江州音頭を桜川大龍（歌寅）が演じた。
当日は彼の音頭に乗って村人たちも踊り明かしたと伝えられている。
その後も大龍は奥村久左衛門と共に江州音頭の発展に尽くし滋賀県全域と近畿地方各府県で盆踊りに用いられる音頭・舞台芸として江州音頭を広く世にひろめた。
また、明治中頃には大龍の門弟等が大阪・千日前界隈の寄席に進出し、落語や音曲と並んで人気の演目となった他、大阪出身の江州音頭取りの砂川捨丸・中村春代と玉子屋円辰の大成功を追って一部は漫才、浪曲の舞台芸に転じ、今日の演芸の源流のひとつにもなった。
江州音頭が河内音頭と並んで興行として演じられるようになってからは、浪曲や諸芸と融合し、近江とはまったく別のスタイルで大阪で独自の発展、変革を遂げていき、また、近代河内音頭の成立にも多大な影響を及ぼしている。

## 大龍の名跡
| - | 代     | 名称            | 別名              |
| - | ------ | --------------- | ----------------- |
| 1 | 初代   | 桜川大龍        | 桜川歌寅          |
| 2 | 二代目 | 五ヶ荘 桜川大龍 |                   |
| 3 | 三代目 | 河瀬 桜川大龍   | 桜川辰丸          |
| 4 | 四代目 | 桜川大龍        | 三代目 桜川寿賀元 |
| 5 | 五代目 | 米原 桜川大龍   |                   |

現在は空名跡である。